# Axel Lagerberg
Axel Leopold Lagerberg, född 3 oktober 1885 i Uppsala, död 20 september 1964 i Råsunda, var en svensk skådespelare.

## Biografi
Lagerberg scendebuterade 1917 och kom att medverka i drygt 25 långfilmer. Han är begravd på Norra begravningsplatsen utanför Stockholm.

## Filmografi
- 1920 – Mästerman
- 1924 – Gösta Berlings saga
- 1925 – Ingmarsarvet
- 1925 – Karl XII
- 1926 – Fänrik Ståls sägner-del I
- 1928 – Svarte Rudolf
- 1928 – Janssons frestelse
- 1928 – Gustaf Wasa del II
- 1929 – Ville Andesons äventyr
- 1930 – Kronans kavaljerer
- 1931 – Falska miljonären
- 1936 – Johan Ulfstjerna
- 1937 – Klart till drabbning
- 1937 – John Ericsson – segraren vid Hampton Roads
- 1937 – En sjöman går iland
- 1939 – Mot nya tider
- 1941 – Striden går vidare
- 1942 – Jacobs stege
- 1942 – Sexlingar
- 1943 – Kajan går till sjöss
- 1944 – Den osynliga muren
- 1944 – Flickan och Djävulen
- 1945 – Indianer och blekansikten
- 1945 – Änkeman Jarl
- 1947 – Dynamit

## Teater

### Roller (ej komplett)
| År   | Roll                                               | Produktion                                                             | Regi                     | Teater                     |
| ---- | -------------------------------------------------- | ---------------------------------------------------------------------- | ------------------------ | -------------------------- |
| 1922 | Magister Löthman                                   | Royal Suédois Ejnar Smith                                              | Olof Hillberg            | Olof Hillbergs sällskap    |
| 1922 | Magister Stig                                      | Gustav Vasa August Strindberg                                          | Gunnar Klintberg         | Svenska teatern, Stockholm |
| 1923 | Kusin Kristoffer                                   | Gösta Berlings saga Selma Lagerlöf                                     | Gunnar Klintberg         | Svenska teatern, Stockholm |
| 1925 | François                                           | Herrn som kommer klockan 5 Maurice Hennequin och Pierre Veber          | Knut Nyblom Albert Ranft | Svenska teatern, Stockholm |
| 1925 | Kapten Hartig                                      | Brinnande jord François de Curel                                       | Gunnar Klintberg         | Vasateatern                |
| 1926 | Hertigen                                           | Dollar Hjalmar Bergman                                                 | John W. Brunius          | Oscarsteatern              |
| 1927 | Adamowitsch                                        | Drottning Helena Oscar Straus, Ernst Marischka, Bruno Granichstaedten  | Naima Wifstrand          | Folkteatern                |
| 1928 | Arbetare Poliskonstapel                            | Hoppla, vi lever! Ernst Toller                                         | Per Lindberg             | Dramaten                   |
| 1929 | En lasarettsläkare                                 | Vid 37de gatan Elmer Rice                                              | Svend Gade               | Oscarsteatern              |
| 1930 | Lord Abergavenny Carter, strumpebandsordens härold | Henrik VIII William Shakespeare                                        | Thomas Warner            | Oscarsteatern              |
| 1930 |                                                    | Norrtullsligan Einar Fröberg                                           | Einar Fröberg            | Teatern vid Sveavägen      |
| 1930 | Erik Juhl                                          | Årgång 30 Jens Locher                                                  | Tollie Zellman           | Teatern vid Sveavägen      |
| 1930 | TT-mannen                                          | Kontraband Oscar Rydqvist                                              | Edvin Adolphson          | Mindre teatern             |
| 1933 | Kapten Hartig                                      | De tre musketörerna Rudolf Schantzer, Ernst Welisch och Ralph Benatzky | Nils Johannisson         | Oscarsteatern              |
| 1934 | Gendarm                                            | Paganini Franz Lehár, Paul Kneppler och Beda Jenbach                   | Harry Stangenberg        | Oscarsteatern              |
| 1936 | Pettersen                                          | Vildanden Henrik Ibsen                                                 | Martha Lundholm          | Vasateatern                |
| 1936 | Stop                                               | Gröna hissen Avery Hopwood                                             | Gösta Ekman              | Vasateatern                |
| 1937 | Sergeant Bates                                     | Doktor Clitterhouse Barré Lyndon                                       | Gösta Ekman              | Vasateatern                |
| 1937 | Wurtz                                              | Min son ministern André Birabeau                                       | Martha Lundholm          | Vasateatern                |
| 1937 | Inspicienten                                       | I kärlek BC Ladislaus Bus-Fekete                                       | Martha Lundholm          | Vasateatern                |
| 1937 |                                                    | Axel i sjunde himlen Paul Morgan, Hans Schütz och Ralph Benatzky       | Max Hansen               | Vasateatern                |
| 1938 | Hovmarskalken                                      | Lille Purtzels flygfärd Edit Heinrich                                  | Martha Lundholm          | Vasateatern                |
| 1939 | Doktorn                                            | Kungens komedi Oscar Rydqvist                                          | Martha Lundholm          | Vasateatern                |
| 1940 | Kriminalkommissarien                               | Eldprovet Henry Kistemaeker                                            | Martha Lundholm          | Vasateatern                |